# Coll de les Comes (el Masroig)
El Coll de les Comes és una muntanya situada al municipi del Masroig a la comarca del Priorat, amb una elevació de 152 metres.